# 七国象棋

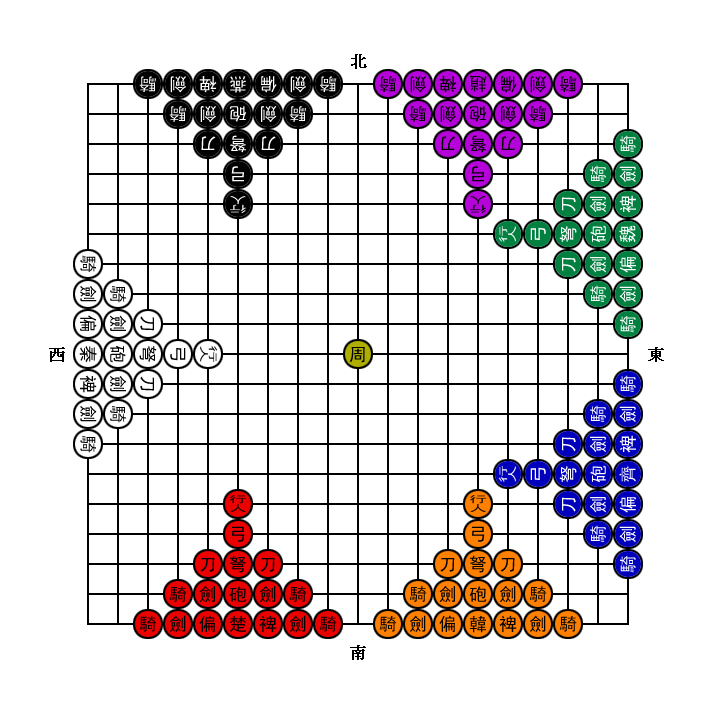
七国象棋初期配置

七国象棋（しちこくしょうぎ、七国将棋とも）は、将棋類の一種であり、3人から7人で行うボードゲーム（盤上遊戯）の一種である。シャンチーの変種の一つ。司馬光の考案と伝えられる。中国の戦国時代を模しており、各国の将は戦国七雄の国名となっている。日本には江戸時代に伝わり、これを好んだ徳川家治の影響により短期間ながら流行した。

## ルール

### 基本ルール
以下は7人で対局する場合。
- 縦横19本の線の引かれた盤を用いる（碁盤と同じ）。駒はマスの中ではなく、囲碁のように線の交点に置かれる。
- プレイヤーは秦・楚・韓・斉・魏・趙・燕の7国をそれぞれ受け持ち、この順（反時計回り）に、盤上にある自分の駒を1回ずつ動かす。
- 駒は各国ごとに10種17枚持ち、それぞれ動きが決まっている。玉将に当たる駒（将と呼ぶ）には国名が書いてある。
- これらとは別に周という駒を1枚、盤の中央に置く。これは動くことも取られることもなく、この駒の場所にはどの駒も進入することが出来ない（砲が飛び越えるのはよい）。
- 自分の駒を動かすとき、動く先に行人以外の相手の駒があるとき、その駒を取ることが出来る。取られた駒は盤面から除去され、取った者のものとなる。（将棋と異なり、取った駒は再利用出来ない）
- 将を取られた国は負けとなる。残った駒はその将を取ったプレイヤー（(国名)棋、例えば秦の将を取れば秦棋という）の支配下に入り、以後そのプレイヤーが手番に動かすことが出来る。
- 将以外の駒を10個取られた国は負けとなる。将を盤上から取り除き、ゲームから抜ける。残った駒はその後動かず、他の国にただ取られるに任せる。
- 将を2枚、または駒を30枚取った者が勝者（覇）となる。

#### 3人から6人で対局する場合
余る国を同盟で結ぶ。（合従連衡という）
- 6人の場合 - 秦が楚以外の国1つと同盟（1人で2国扱う）する。
- 5人の場合 - さらに楚が秦連合以外の国1つと同盟する。
- 4人の場合 - さらに斉が秦連合・楚連合以外の国1つと同盟する。（この場合は秦と斉、楚と斉は同盟しない）
- 3人の場合 - さらに残りの1国と秦が同盟する。

### 駒
シャンチーと同様。国によって色分けする。秦は白、楚は紅、韓は朱、斉は青、魏は緑、趙は紫、燕は黒、周は黄。

#### 将（秦、楚、韓、斉、魏、趙、燕）
縦・横・斜めに何路でも進める（チェスのクイーンと同じ）。駒を飛び越えることはできない。取られると負けとなる。
| ＼ | ┃ | ／ |
| ━  | ▲ | ━  |
| ／ | ┃ | ＼ |

#### 裨
斜めに何路でも進める。駒を飛び越えることはできない。
| ＼ | ┼ | ／ |
| ┼  | ▲ | ┼  |
| ／ | ┼ | ＼ |

#### 偏
縦横に何路でも進める。駒を飛び越えることはできない。
| ┼ | ┃ | ┼ |
| ━ | ▲ | ━ |
| ┼ | ┃ | ┼ |

#### 剣
縦横に1路進める。
| ┼ | ○ | ┼ |
| ○ | ▲ | ○ |
| ┼ | ○ | ┼ |

#### 騎
縦横に1路進み、斜めに3路進む。駒を飛び越えることはできない。すなわち◆の位置に他の駒があれば、その方向には進めない。
| ┼ | ○ | ┼ | ┼ | ┼ | ┼ | ┼ | ○ | ┼ |
| ○ | ┼ | ◆ | ┼ | ┼ | ┼ | ◆ | ┼ | ○ |
| ┼ | ◆ | ┼ | ◆ | ┼ | ◆ | ┼ | ◆ | ┼ |
| ┼ | ┼ | ◆ | ┼ | ◆ | ┼ | ◆ | ┼ | ┼ |
| ┼ | ┼ | ┼ | ◆ | ▲ | ◆ | ┼ | ┼ | ┼ |
| ┼ | ┼ | ◆ | ┼ | ◆ | ┼ | ◆ | ┼ | ┼ |
| ┼ | ◆ | ┼ | ◆ | ┼ | ◆ | ┼ | ◆ | ┼ |
| ○ | ┼ | ◆ | ┼ | ┼ | ┼ | ◆ | ┼ | ○ |
| ┼ | ○ | ┼ | ┼ | ┼ | ┼ | ┼ | ○ | ┼ |

#### 砲
縦横に何路でも進めるが、敵の駒を取るときは他の駒を一つ飛び越えなければならない。シャンチーの包と同じ。
| ┼ | ┃ | ┼ |
| ━ | ▲ | ━ |
| ┼ | ┃ | ┼ |

#### 弩
縦横斜めに5路まで進める。駒を飛び越えることはできない。
| ○ | ┼ | ┼ | ┼ | ┼ | ○ | ┼ | ┼ | ┼ | ┼ | ○ |
| ┼ | ○ | ┼ | ┼ | ┼ | ○ | ┼ | ┼ | ┼ | ○ | ┼ |
| ┼ | ┼ | ○ | ┼ | ┼ | ○ | ┼ | ┼ | ○ | ┼ | ┼ |
| ┼ | ┼ | ┼ | ○ | ┼ | ○ | ┼ | ○ | ┼ | ┼ | ┼ |
| ┼ | ┼ | ┼ | ┼ | ○ | ○ | ○ | ┼ | ┼ | ┼ | ┼ |
| ○ | ○ | ○ | ○ | ○ | ▲ | ○ | ○ | ○ | ○ | ○ |
| ┼ | ┼ | ┼ | ┼ | ○ | ○ | ○ | ┼ | ┼ | ┼ | ┼ |
| ┼ | ┼ | ┼ | ○ | ┼ | ○ | ┼ | ○ | ┼ | ┼ | ┼ |
| ┼ | ┼ | ○ | ┼ | ┼ | ○ | ┼ | ┼ | ○ | ┼ | ┼ |
| ┼ | ○ | ┼ | ┼ | ┼ | ○ | ┼ | ┼ | ┼ | ○ | ┼ |
| ○ | ┼ | ┼ | ┼ | ┼ | ○ | ┼ | ┼ | ┼ | ┼ | ○ |

#### 刀
斜めに1路進める。
| ○ | ┼ | ○ |
| ┼ | ▲ | ┼ |
| ○ | ┼ | ○ |

#### 弓
縦横斜めに4路まで進める。駒を飛び越えることはできない。
| ○ | ┼ | ┼ | ┼ | ○ | ┼ | ┼ | ┼ | ○ |
| ┼ | ○ | ┼ | ┼ | ○ | ┼ | ┼ | ○ | ┼ |
| ┼ | ┼ | ○ | ┼ | ○ | ┼ | ○ | ┼ | ┼ |
| ┼ | ┼ | ┼ | ○ | ○ | ○ | ┼ | ┼ | ┼ |
| ○ | ○ | ○ | ○ | ▲ | ○ | ○ | ○ | ○ |
| ┼ | ┼ | ┼ | ○ | ○ | ○ | ┼ | ┼ | ┼ |
| ┼ | ┼ | ○ | ┼ | ○ | ┼ | ○ | ┼ | ┼ |
| ┼ | ○ | ┼ | ┼ | ○ | ┼ | ┼ | ○ | ┼ |
| ○ | ┼ | ┼ | ┼ | ○ | ┼ | ┼ | ┼ | ○ |

#### 行人
縦横斜めに何路でも進める。駒を飛び越えることはできない。他の駒を取ることは出来ず、他の駒に取られることもない。障害物として使う。
| ＼ | ┃ | ／ |
| ━  | ▲ | ━  |
| ／ | ┃ | ＼ |

#### 周
動かない。どの国の駒でもなく、取ることも出来ない。

## 歴史
沈津『欣賞編』（1513刊）辛集に収録している「古局象棋図」が七国象棋の初出である。その跋によると王逸民が開禧丙寅（1206年）に刊行したとある。王逸民は作者を司馬光と伝えているが、それが真実かどうかは明らかでない。中国にはほかに晁補之が「広象戯」というチャトランガ系の創作ゲームを作ったことが知られているが、盤が19×19で、駒が98枚だったことを除いて、その具体的ルールは伝わっていない。
日本では『象戯図式』に七国象棋を載せているほか、『温公七国象戯図国字解』（1777刊）のような専門書も作られた。